# 三氯溴甲烷
三氯溴甲烷是一种有机化合物，化学式为CBrCl3，它是无色的挥发性液体。

## 制备和反应
三氯溴甲烷可由三氯乙酸钾和溴在120 °C反应得到。
{\displaystyle \mathrm {Cl_{3}CCO_{2}K+Br_{2}\longrightarrow CBrCl_{3}+CO_{2}+KBr} }
三氯甲烷和一氯化溴在氟三氯甲烷中的光化学反应可以得到三氯溴甲烷，副产物是四氯化碳。四氯化碳和三溴化铝反应也会生成该化合物，副产物是二氯二溴甲烷。
它和[1.1.1]螺桨烷反应，可以得到1-三氯甲基-3-溴双环[1.1.1]戊烷。在催化下，它可以和苯乙烯反应，得到1-溴-3,3,3-三氯丙基苯。